# Andrij Bobyr

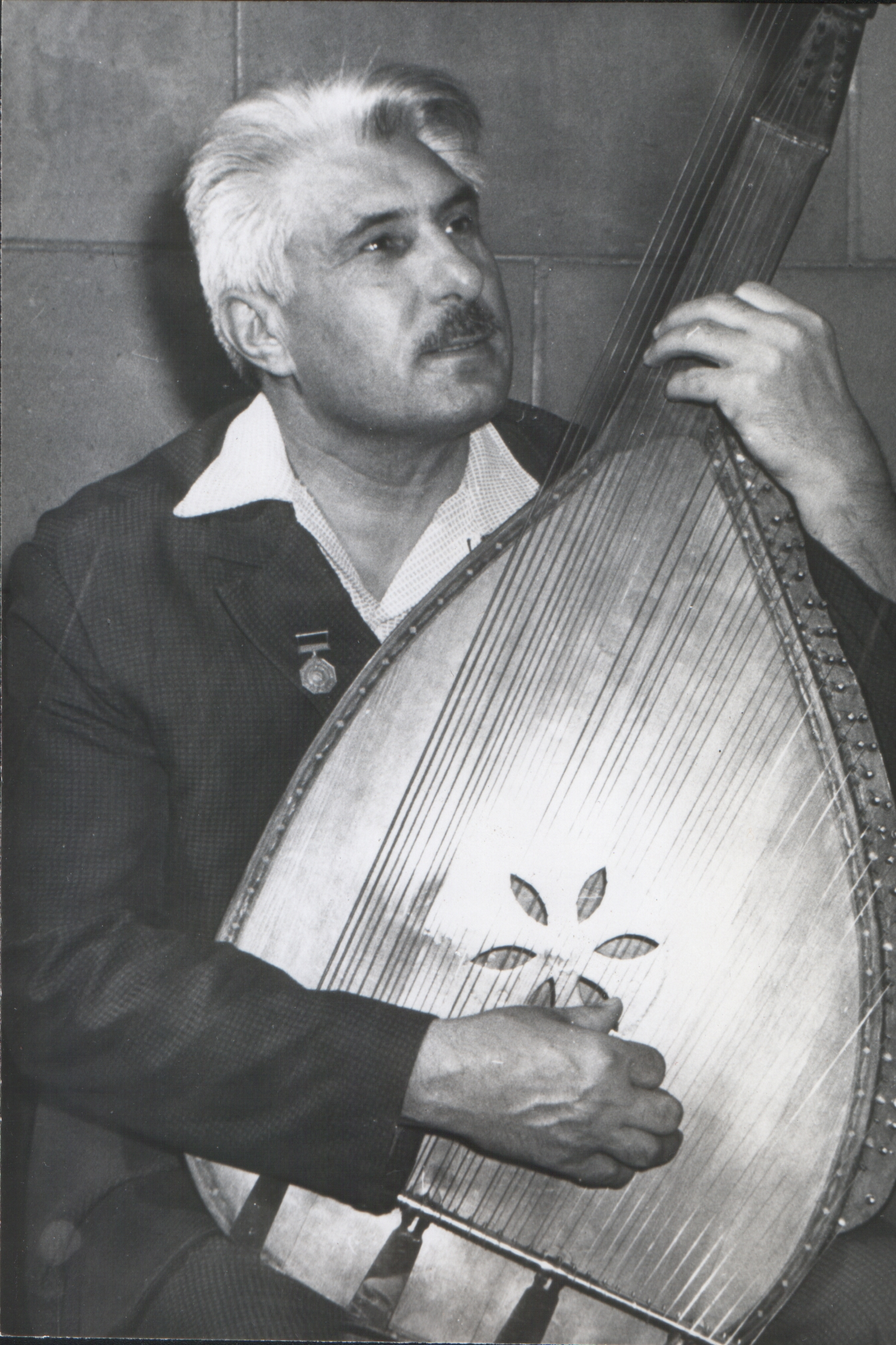
Andrij Bobyr 1970

Andrij Matwijowytsch Bobyr (ukrainisch Андрій Матвійович Бобир; * 30. Novemberjul. / 13. Dezember 1915greg. in Nytschyporiwka, Gouvernement Poltawa, Russisches Kaiserreich; † 18. Mai 1994 in Kiew, Ukraine) war ein ukrainischer Kobsar (Banduraspieler - und Sänger), Dirigent und Musikpädagoge.

## Leben
Andrij Bobyr kam während des Ersten Weltkrieges im Dorf Nytschyporiwka des heutigen Rajon Jahotyn der ukrainischen Oblast Kiew, als ein Nachkomme eines Kobsars, wie Dorflegenden besagten, zur Welt. In den 1920er Jahren lernte er von durchreisenden Bandura-Spielern erste Fähigkeiten im Banduraspiel, jedoch studierte er zunächst Chorleitung in Kiew. Sein erstes Konzert gab er dort auf dem Galizischen Basar. Ab 1936 war er Bandura-Spieler beim Ukrainischen Radio in Kiew und zwischen 1937 und 1941 war er Student am  Kiewer Konservatorium in der Klasse von Mykola Hryssenko (Микола Григорович Грисенко; 1889–1995).

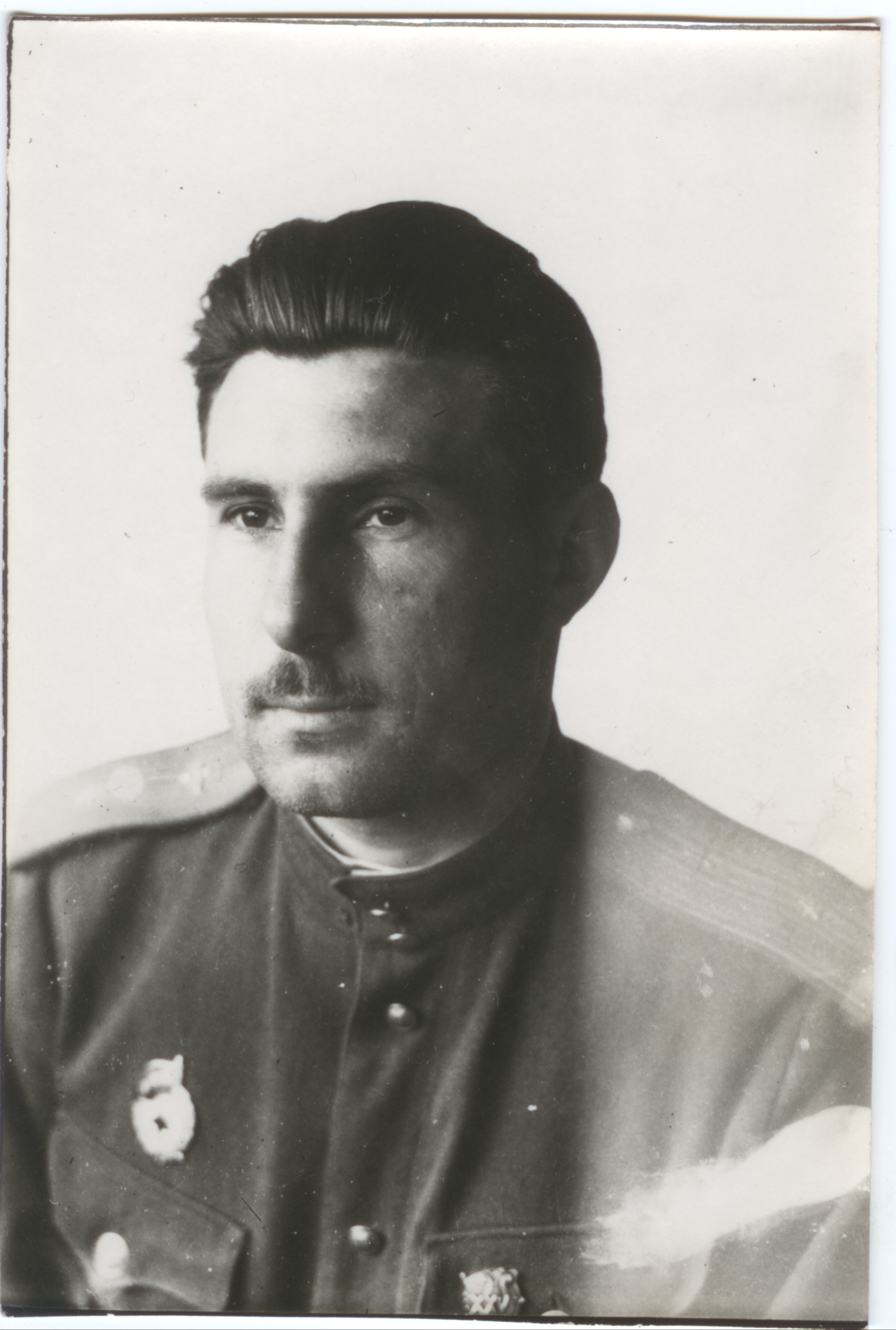
Andrij Bobyr 1945

Im Deutsch-Sowjetischen Krieg wurde Bobyr als Soldat eingezogen und in einer Flugschule in Georgien zum Kampfpiloten ausgebildet. Anschließend war er als Pilot eines Bell P-39 Airacobra Jagdflugzeugs der Luftstreitkräfte der Roten Armee im 1. Geschwader des 212. Luftwaffenregiments (212-го гвардійського авіаполку) eingesetzt.
Nach dem Krieg studierte er in der Klasse von Hryhorij Werowka und Hryhorij Kompanijez (Григорій Ісакович Компанієць; 1881–1959) des Kiewer Konservatoriums weiter und absolvierte es 1947.
Anschließt besuchte er am Konservatorium ein Aufbaustudium in Opernsinfonie bei Alexander Ignatjewitsch Klimow (1898–1974), das er 1951 abschloss.
In den Jahren von 1946 bis 1965 war künstlerischer Leiter des Bandura-Ensembles des ukrainischen Rundfunks und 1965 wurde er künstlerischer Leiter und Chefdirigent des Akademischen Orchesters für Volksinstrumente des ukrainischen staatlichen Fernsehens und Rundfunks. Zwischen 1949 und 1979 lehrte er am Kiewer Konservatorium und von 1992 an war er Mitarbeiter des Staatlichen Museums für Theater, Musik und Kinematographie der Ukraine in der Lawrska-Straße (вулиці Лаврській) im Kiewer Stadtbezirk Petschersk.
Bobyr schrieb mehr als 500 Arrangements von Volksliedern und Tänzen für Bandura.

## Ehrungen
- 1986 Volkskünstler der USSR[3]